# عملة 500 روبية إندونيسية
عملة الخمسمائة روبية الإندونيسية (Rp500) هي فئة من الروبية الإندونيسية. قدموها في عام 1991 وقاموا بمراجعتها منذ ذلك الحين ثلاث مرات في أعوام 1997 و2003 و2016. إنها تمتلك حاليًا ثاني أعلى قيمة بين جميع عملات الروبية المتداولة بعد عملة الألف روبية. اعتبارًا من ديسمبر 2023 أصبحت العملات المعدنية المصنوعة من الألومنيوم بقيمة 500 روبية المؤرخة في عامي 2003 و2016 هي العملة القانونية الوحيدة.

## الإصدار الأول (1991-1992)
طرحت عملة 500 روبية لأول مرة في عام 1991 كعملة مصنوعة من الألومنيوم والبرونز. وزنها 5.3 غ (0.19 أونصة) وقطرها 24 مـم (0.94 بوصة) السمك 1.75 مـم (0.069 بوصة) ولها حافة مضلعة. وتتكون من قسمين: جزء خارجي مضلع يلتف حول العملة ثماني مرات وجزء داخلي يحتوي على صورتيها الأمامية والخلفية. حيث كان الوجه الأمامي يحمل شعار غارودا بانكاسيلا الوطني وكتابة "بنك إندونيسيا" وسنة السك بينما كان الوجه الخلفي يحمل صورة زهرة الياسمين (ياسمينوم) وكتابة "بونجا ميلاتي" والفئة (500رب). سُك 71 مليون من هذه العملات المعدنية في عام 1991 بينما سُك 100 مليون منها في عام 1992، ولا يُعرف الكثير عن أرقام سك العملات المعدنية الصادرة بين عامي 1993 و1996.

## الإصدار الثاني (1997-2003)
لا تزال العملة المعدنية تُسك من البرونز والألومنيوم وقاموا بمراجعتها لأول مرة في عام 1997. في حين أن وجهها ظل كما هو في السلسلة السابقة فإن ظهرها الآن يصور الفئة المشابهة لأسلوب السبعينيات من القرن العشرين من حيث العدد الكبير والنص (في هذه الحالة الرقم "500" الكبير وكتابة "روبية" أسفله). قلص حجم صورة الياسمين ونقلت إلى الجزء العلوي في حين تمت كتابة الأحرف "بونجا ميلاتي" ("زهرة الياسمين") بأحرف كبيرة ووضعها أسفل الأحرف "روبية". سكت العملات المعدنية بهذا التصميم حتى عام 2003 وكان وزنها 5.34 غ (0.188 أونصة) وقطرها 24 مـم (0.94 بوصة) وسمكها 1.83 مـم (0.072 بوصة) ولها حافة ناعمة.

## الإصدار الثالث (2003)
عدلت العملة للمرة الثانية في عام 2003 كعملة من الألومنيوم ذات حافة متناوبة ناعمة ومضلعة تزن 3.1 غ (0.11 أونصة) وقطرها 27.2 مـم (1.07 بوصة) وسمكها 2.5 مـم (0.098 بوصة). في حين أن وجهها الأمامي لا يزال كما هو الحال في سلسلة 1992 و1997 (تتميز بالشعار الوطني وسنة السك ("2003") والحروف "بنك إندونيسيا" فإن ظهرها الآن يتميز بزهرة ياسمين مكبرة مع جعل فئة "500" أقل هيمنة (على عكس عملات 1997) والحروف "بونجا ميلاتي" تتحرك الآن إلى الأعلى.

## الإصدار الرابع (2016)
حدثت العملة المعدنية للمرة الثالثة في عام 2016 كجزء من سلسلة العملة الجديدة التي أصدرها بنك إندونيسيا في 19 ديسمبر من ذلك العام. حيث لا يتضمن وجه العملة الآن الشعار الوطني فحسب بل يتضمن أيضًا صورة الفريق أول تي بي سيماتوبانج بالإضافة إلى الحروف "جمهورية إندونيسيا" على الجزء العلوي و"ليتجين تي إن آي تي بي سيماتوبانج" على الجزء السفلي. وفي الوقت نفسه صنع الوجه الخلفي للعملة على غرار تصميم عام 1997 مع وجود "500 روبية" مهيمنة بالإضافة إلى كتابة "بنك إندونيسيا" على الجزء العلوي وسنة السك ("2016") على الجانب السفلي.

## إصدار تذكاري غير متداول (1970)
إلى جانب العملات المعدنية الأربع المتداولة قام بنك إندونيسيا أيضاً بسك عملة فضية عيار 999 تحمل هذه الفئة في عام 1970 لإحياء الذكرى الخامسة والعشرين لاستقلال إندونيسيا. وكان وزنه 20 جرامًا وقطره 40 ملم وله حافة مدببة. كما أن وجه العملة المعدنية يحمل شعار الدولة غارودا بانكاسيلا بالإضافة إلى شعار BI على يسارها وسنة السك ("1970") على يمينها مع كتابة "1945-1970" فوق الشعار و"500 روبية" أسفله. وفي الوقت نفسه كان ظهر العملة المعدنية يحمل صورة راقص وايانج بالإضافة إلى نجمتين على يسار ويمين الصورة والحروف "25 تاهون كومرديغاهان" ("25 عامًا من الاستقلال") و"جمهورية إندونيسيا" أعلى وأسفل منها. سك 4800 من هذه العملات المعدنية في المجموع.

## إلغاء العملة النقدية للسلسلة الأولى والثانية
توقفت عملات عامي 1991 و1997 عن كونها عملة قانونية اعتبارًا من 1 ديسمبر 2023، ويمكن استرداد هذه العملات في البنوك التجارية ومكاتب بنك إندونيسيا حتى 1 ديسمبر 2033.